# Terry Ellis
Terry Ellis (* 1944) je britský hudební producent a manažer známý spoluprací s Jethro Tull a v roce 1969 rovněž spoluzakládal vydavatelství Chrysalis Records.
Ellis se narodil v Hertfordshire v Anglii. Na University of Newcastle upon Tyne absolvoval s čestnými tituly v matematice a metalurgii. V roce 1967 začal na částečný pracovní úvazek zajišťovat na koleji koncerty a v tomtéž roce později začal podnikat spolu s Chrisem Wrightem při vytvoření agentury Ellis-Wright Agency. Ta v roce 1968 rozšířila své aktivity na management umělců s tím, že Terry byl manažerem Clouds a Jethro Tull a Chris manažerem Ten Years After a Procol Harum. Produkoval několik nahrávek Jethro Tull: This Was, Aqualung a Stand Up.
Poté, co Chris Wright v roce 1985 vyplatil Terryho Ellise, prodal v roce 1991 značku Chrysalis Records společnosti EMI.